# Серпокрылки
Серпокрылки (лат. Drepanidae) — семейство чешуекрылых.

## Описание
Бабочки средних размеров с размахом крыльев 10—40 мм. Тело тонкое, слабо опушённое. Крылья относительно широкие. Глаза округлые, крупные, голые. Хоботок недоразвит или вообще редуцирован; губные щупики хорошо развитые. Усики гребенчатые, иногда зубчатые или пластинчатые, у самок часто покрыты ресничками. Передние крылья широкотреугольные, обычно с серповидно приостренной вершиной Задние крылья округлые, зацепка обычно хорошо развита, реже отсутствует. Передние крылья с дополнительной ячейкой.
Сумеречные и ночные бабочки. В умеренной зоне большинство видов даёт 1, реже 2 поколения в году. Гусеницы питаются на различными широколиственными древесными и кустарниковыми растениями — берёза, ольха, дуб, клен и калина.

## Ареал и виды
Почти всесветно распространённое семейство, насчитывающее более 400 видов, населяющих преимущественно влажные тропические и субтропические леса. В Палеарктике около 50 видов.

## Классификация
В семействе выделяют следующие подсемейства:

### ПодсемействоDrepaninae
- Cilix Leach, 1815
- Drepana Schrank, 1802 
  - Серпокрылка ольховая Drepana curvatula (Borkhausen, 1790)
  - Серпокрылка берёзовая Drepana falcataria (Linnaeus, 1758)
- Falcaria Haworth, 1809
  - Серпокрылка сухолистая Falcaria lacertinaria (Linnaeus, 1758)
- Macrocilix Butler, 1886
  - Macrocilix maia (Leech, 1888)
- Sabra Bode, 1907 
  - Серпокрылка дубовая Sabra harpagula (Esper, 1786)
- Watsonalla Minet, 1985

### ПодсемействоThyatirinae
- Achlya Billberg, 1820
- Asphalia Hübner, 1821
- Bycombia Benjamin, 1938
- Camptopsestis Yoshimoto, 1983
- Ceranemota Clarke, 1938
- Cymatophorima Spuler, 1908
- Euthyatira Smith, 1891
- Habrosyne Hübner, 1821
- Horithyatira Matsumura, 1933
- Hypsidia Rothschild, 1896
- Mimopsestis Matsumura, 1921
- Ochropacha Wallengren, 1871
- Polyploca Hübner, 1821
- Pseudothyatira Grote, 1864
- Takapsestis Matsumura, 1933
- Tethea Ochsenheimer, 1816
- Tetheella Werny, 1966
- Thyatira Ochsenheimer, 1816
- Wernya Yoshimoto, 1987

### ПодсемействоCyclidinae
- Cyclidia
- Mimozethes